# HD 53047
HD 53047，又名CD-51 2224，SAO 234854、HR 2652，是一颗恒星，视星等为5.14，位于銀經261.54，銀緯-19.48，其B1900.0坐标为赤經6h 58m 25.7s，赤緯-51° -19.48′ 35″。